# Партия благоденствия

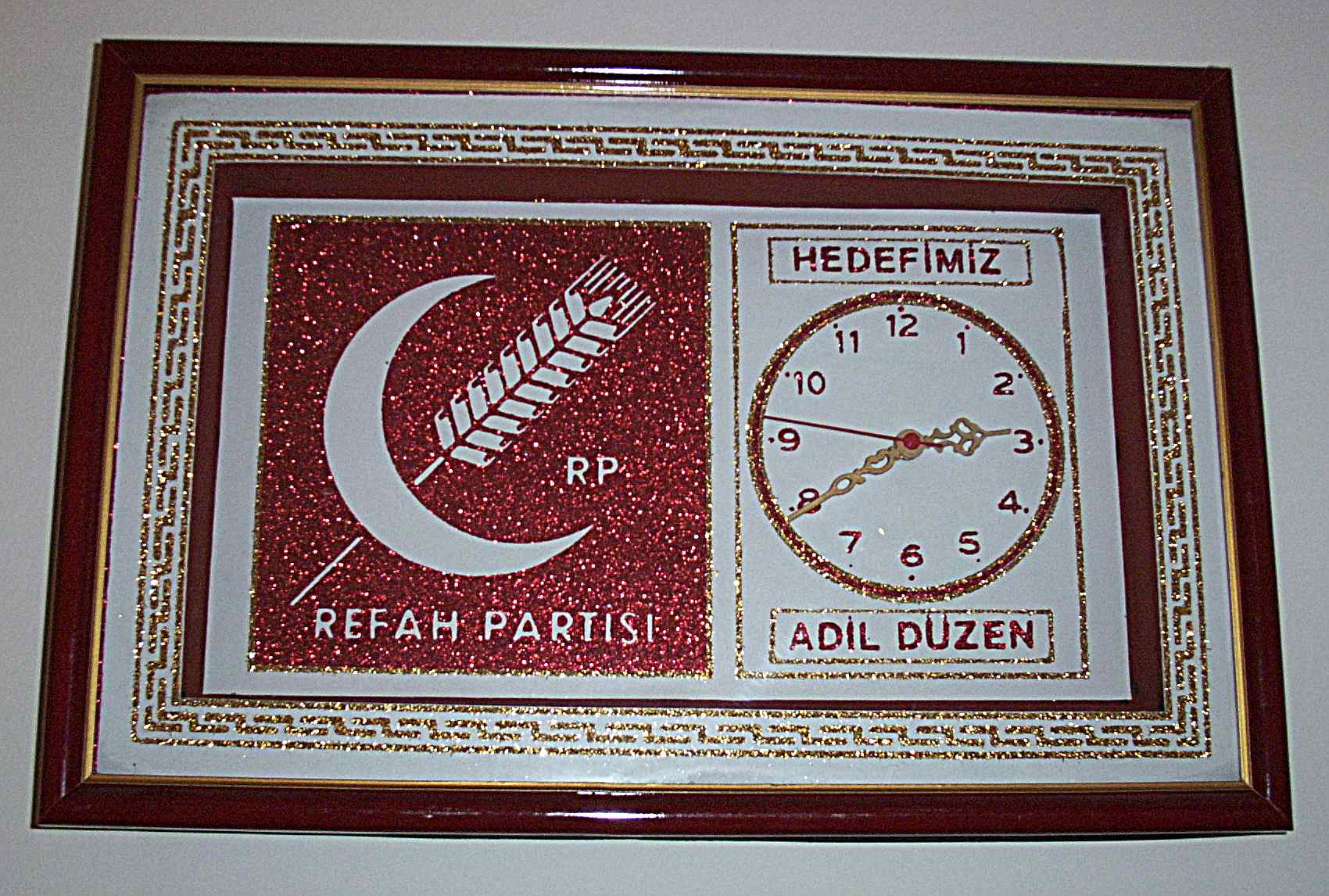
Часы с эмблемой партии благоденствия. Лозунг партии «Справедливость — наша цель».

Партия благоденствия (тур. Refah Partisi, RP) — турецкая исламская партия.

## История
Была создана в 1983 году в Анкаре после запрета партий национального порядка и национального спасения. Основатели партии благоденствия — Али Тюркмен, Ахмет Текдал и Неджметтин Эрбакан. На выборах 1987 года партия получила 7,2 % голосов. Кандидаты от партии благоденствия одержали победу на выборах мэров в городах Конья, Шанлыурфа и Ван. На выборах 1991 года партия участвовала совместно с партией националистического движения (ПНД) и реформистской демократии. Вместе они набрали 16,9 % голосов, получив 62 места в национальном собрании. Но после выборов 19 депутатов покинули ПНД и 3 партию благоденствия. Постепенно популярность партии благоденствия росла. Она достигла пика в 1996 году. В 1997 году правительство Неджметтина Эрбакана было обвинено в реисламизации Турции и свергнуто военными.
В январе 1998 года Конституционный суд Турции запретил партию, признав её виновной в нарушении принципа отделения религии от государства. Это решение было оспорено в ЕСПЧ, но в феврале 2003 года он признал запрет партии законным. Правозащитная организация «Human Rights Watch» критиковала решение ЕСПЧ за непоследовательность, поскольку запрет ряда других турецких партий был признан им несоответствующим закону.
Членом Партии благоденствия был будущий премьер-министр и президент Турции Реджеп Эрдоган, впоследствии он основал партию справедливости и развития. Абдуллах Гюль, также впоследствии избранный президентом, вплоть до запрета партии благоденствия занимал должность её вице-председателя.